# Landtagswahlkreis Elmshorn
Der Landtagswahlkreis Elmshorn (Wahlkreis 21, 2012: Wahlkreis 22, bis 2009: Wahlkreis 25) ist ein Landtagswahlkreis in Schleswig-Holstein. Sein Gebiet umfasst vom Kreis Pinneberg die Städte Elmshorn und Tornesch und das Amt Elmshorn-Land. Die früher ebenfalls zum Wahlkreis gehörende Gemeinde Appen wechselte zur Landtagswahl 2017 in den Landtagswahlkreis Pinneberg-Elbmarschen.

## Landtagswahl 2022
| Gegenstand der Nachweisung | Gegenstand der Nachweisung | Erst- stimmen | Erst- stimmen | Zweit- stimmen | Zweit- stimmen |
| Bewerber                   | Partei                     | Anzahl        | %             | Anzahl         | %              |
| -------------------------- | -------------------------- | ------------- | ------------- | -------------- | -------------- |
| Wahlberechtigte            | Wahlberechtigte            | 59.092        | 59.092        | 59.092         | 59.092         |
| Wähler                     | Wähler                     | 34.534        | 34.534        | 34.534         | 34.534         |
| Ungültige Stimmen          | Ungültige Stimmen          | 366           | 1,1           | 176            | 0,5            |
| Gültige Stimmen            | Gültige Stimmen            | 34.168        | 98,9          | 34.358         | 99,5           |
| davon                      |                            |               |               |                |                |
| Birte Glißmann             | CDU                        | 14.190        | 41,5          | 14.967         | 43,6           |
| Beate Raudies              | SPD                        | 8.580         | 25,1          | 6.088          | 17,7           |
| Ann Christin Hahn          | GRÜNE                      | 6.470         | 18,9          | 6.389          | 18,6           |
| Pascal Mangels             | FDP                        | 2.078         | 6,1           | 2.079          | 6,1            |
| Joachim Schneider          | AfD                        | 1.572         | 4,6           | 1.507          | 4,4            |
| Ilona Menck-Tapper         | DIE LINKE                  | 731           | 2,1           | 610            | 1,8            |
| –                          | SSW                        | –             | –             | 1.215          | 3,5            |
| –                          | PIRATEN                    | –             | –             | 151            | 0,4            |
| –                          | FREIE WÄHLER               | –             | –             | 214            | 0,6            |
| –                          | Die PARTEI                 | –             | –             | 253            | 0,7            |
| –                          | Z.                         | –             | –             | 40             | 0,1            |
| Heike Niekammer            | dieBasis                   | 547           | 1,6           | 341            | 1,0            |
| –                          | Die Humanisten             | –             | –             | 39             | 0,1            |
| –                          | Gesundheitsforschung       | –             | –             | 40             | 0,1            |
| –                          | Tierschutzpartei           | –             | –             | 280            | 0,8            |
| –                          | Volt                       | –             | –             | 145            | 0,4            |

Neben der erstmals direkt gewählten Wahlkreisabgeordneten Birte Glißmann, die das Mandat nach zehn Jahren für die CDU von der SPD zurückeroberte, wurde auch die bisherige Wahlkreisabgeordnete Beate Raudies (SPD), die bereits seit 2012 dem Parlament angehört, wieder über die Landesliste ihrer Partei in das Parlament gewählt.

## Landtagswahl 2017
| Direktkandidat        | Partei  | Erststimmen in % | Zweitstimmen in % |
| --------------------- | ------- | ---------------- | ----------------- |
| Birte Glißmann        | CDU     | 35,8             | 29,6              |
| Beate Raudies         | SPD     | 37,4             | 31,3              |
| Silke Pahl            | GRÜNE   | 8,6              | 12,7              |
| Jens Petersen         | FDP     | 6,9              | 10,9              |
| Gerald Hinz           | PIRATEN | 1,1              | 1,5               |
| -                     | SSW     | -                | 1,8               |
| Klaus-Dieter Brügmann | LINKE   | 4,0              | 4,1               |
| -                     | FAMILIE | -                | 0,6               |
| –                     | FW-SH   | –                | 0,5               |
| Daniel Buhl           | AfD     | 5,8              | 6,2               |
| –                     | LKR     | –                | 0,2               |
| –                     | PARTEI  | –                | 0,6               |
| –                     | Z.SH    | –                | 0,3               |

Der Wahlkreis wird durch die direkt gewählte Wahlkreisabgeordnete Beate Raudies (SPD), die dem Parlament seit 2012 angehört, im Landtag vertreten.

## Landtagswahl 2012
| Direktkandidat         | Partei  | Erststimmen in % | Zweitstimmen in % |
| ---------------------- | ------- | ---------------- | ----------------- |
| Michael von Abercron   | CDU     | 35,1             | 28,9              |
| Beate Raudies          | SPD     | 39,2             | 33,2              |
| Frank Schöndienst      | FDP     | 3,6              | 7,9               |
| Burkhard Stratmann     | GRÜNE   | 10,5             | 13,4              |
| Klaus-Dieter Brügmann  | LINKE   | 3,3              | 3,1               |
| -                      | SSW     | -                | 2,7               |
| Hans-Heinrich Piepgras | PIRATEN | 8,4              | 8,6               |
| –                      | FW-SH   | –                | 0,5               |
| –                      | NPD     | –                | 0,9               |
| -                      | FAMILIE | -                | 1,0               |
| –                      | MUD     | –                | 0,1               |

Der Wahlkreis wurde durch die erstmals gewählte Wahlkreisabgeordnete Beate Raudies (SPD) im Landtag vertreten. Der bisherige Wahlkreisabgeordnete Michael von Abercron (CDU) verpasste den Wiedereinzug in das Parlament, da er nicht hinreichend auf der Landesliste abgesichert war.

## Landtagswahl 2009
| Direktkandidat           | Partei  | Erststimmen in % | Zweitstimmen in % |
| ------------------------ | ------- | ---------------- | ----------------- |
| Michael von Abercron     | CDU     | 36,0             | 30,7              |
| Siegrid Tenor-Alschausky | SPD     | 31,4             | 27,2              |
| Guido Paepke             | FDP     | 9,7              | 14,2              |
| Peter Hölzel             | GRÜNE   | 12,1             | 13,8              |
| -                        | SSW     | -                | 1,8               |
| Hans-Ewald Mertens       | LINKE   | 6,1              | 6,7               |
| Hans-Heinrich Piepgras   | PIRATEN | 2,1              | 2,1               |
| Kai Otzen                | NPD     | 1,1              | 1,1               |
| Hartmut Zittlau          | FW-SH   | 0,8              | 0,6               |
| Werner Manns             | RENTNER | 0,9              | 0,9               |
| -                        | FAMILIE | -                | 0,8               |
| -                        | RRP     | -                | 0,1               |
| -                        | IPD     | -                | 0,1               |

Neben dem Wahlkreisabgeordneten Michael von Abercron, der das Direktmandat erstmals seit 1979 für die CDU gewinnen konnte, zog seine Vorgängerin Siegrid Tenor-Alschausky (SPD) über die Landesliste ihrer Partei in das Parlament ein.
Die Landtagswahl 2005 ergab folgendes Ergebnisse:
| Gegenstand der Nachweisung | Gegenstand der Nachweisung | Erst- stimmen | Erst- stimmen | Zweit- stimmen | Zweit- stimmen |
| Bewerber                   | Partei                     | Anzahl        | %             | Anzahl         | %              |
| -------------------------- | -------------------------- | ------------- | ------------- | -------------- | -------------- |
| Wahlberechtigte            | Wahlberechtigte            | 58.061        | 58.061        | 58.061         | 58.061         |
| Wähler                     | Wähler                     | 38.522        | 38.522        | 38.522         | 38.522         |
| Ungültige Stimmen          | Ungültige Stimmen          | 1.034         | 2,7           | 551            | 1,4            |
| Gültige Stimmen            | Gültige Stimmen            | 37.488        | 97,3          | 37.971         | 98,6           |
| davon                      |                            |               |               |                |                |
| Siegrid Tenor-Alschausky   | SPD                        | 16.119        | 43,0          | 15.705         | 41,4           |
| ?                          | CDU                        | 15.701        | 41,9          | 14.127         | 37,2           |
| ?                          | FDP                        | 2.599         | 6,9           | 2.703          | 7,1            |
| ?                          | GRÜNE                      | 2.391         | 6,4           | 2.655          | 7,0            |
| –                          | SSW                        | –             | –             | 647            | 1,7            |
| –                          | NPD                        | –             | –             | 791            | 2,1            |
| –                          | FAMILIE                    | –             | –             | 317            | 0,8            |
| –                          | Übrige                     | 678           | 1,8           | 1.026          | 2,7            |

Neben der wiedergewählten Wahlkreisabgeordneten Siegrid Tenor-Alschausky (SPD) schaffte kein weiterer Kandidat den Einzug in den Kieler Landtag.

## Bisherige Abgeordnete
Direkt gewählte Abgeordnete des Wahlkreises Elmshorn bzw. seiner Vorgängerwahlkreise Pinneberg-Elmshorn (1947) und Pinneberg-West (1950) waren:
| Jahr | Direktkandidat           | Partei | Erststimmen in % |
| ---- | ------------------------ | ------ | ---------------- |
| 2022 | Birte Glißmann           | CDU    | 41,7             |
| 2017 | Beate Raudies            | SPD    | 37,6             |
| 2012 | Beate Raudies            | SPD    | 39,2             |
| 2009 | Michael von Abercron     | CDU    | 36,0             |
| 2005 | Siegrid Tenor-Alschausky | SPD    | 43,0             |
| 2000 | Siegrid Tenor-Alschausky | SPD    | 47,8             |
| 1996 | Ernst Dieter Rossmann    | SPD    | 44,0             |
| 1992 | Ernst Dieter Rossmann    | SPD    | 50,0             |
| 1988 | Ernst Dieter Rossmann    | SPD    | 58,7             |
| 1987 | Ernst Dieter Rossmann    | SPD    | 49,1             |
| 1983 | Joachim Harms            | SPD    |                  |
| 1979 | Günter Friedrich         | CDU    | 46,4             |
| 1975 | Günter Friedrich         | CDU    | 49,1             |
| 1971 | Günter Friedrich         | CDU    | 49,4             |
| 1967 | Günter Friedrich         | CDU    | 45,4             |
| 1962 | Jürgen Frenzel           | SPD    | 49,1             |
| 1958 | Heinrich Sellmann        | SPD    | 46,7             |
| 1954 | Heinrich Wilckens        | SPD    | 48,4             |
| 1950 | Heinrich Wilckens        | SPD    | 42,4             |
| 1947 | Hubert Hundt             | SPD    | 47,1             |